# Martin Fritz
Martin Fritz (Friesach, 24 de octubre de 1994) es un deportista austríaco que compite en esquí en la modalidad de combinada nórdica.
Ganó dos medallas en el Campeonato Mundial de Esquí Nórdico, en los años 2023 y 2025. Participó en los Juegos Olímpicos de Pekín 2022, ocupando el cuarto lugar en la prueba de equipo.

## Palmarés internacional
| Campeonato Mundial | Campeonato Mundial  | Campeonato Mundial | Campeonato Mundial       |
| Año                | Lugar               | Medalla            | Prueba                   |
| ------------------ | ------------------- | ------------------ | ------------------------ |
| 2023               | Planica (Eslovenia) | Medalla de bronce  | TG + 4 × 5 km por equipo |
| 2025               | Trondheim (Noruega) | Medalla de plata   | TG + 4 × 5 km por equipo |